# Peter Ellenshaw
Peter Ellenshaw (ur. 24 maja 1913 w Londynie, zm. 12 lutego 2007 w Santa Barbara) – brytyjski scenograf i pejzażysta, zdobywca Oscara za najlepsze efekty specjalne za film Mary Poppins (1964). Pracował z wieloma uznanymi reżyserami, takimi jak Walt Disney, Stanley Kubrick, Michael Powell i Walter Percy Day. Zilustrował koncepcyjny plan Disneya, znanego dziś parku rozrywki Disneyland. Za swą pracę znalazł się w gronie Disney Legends.

## Życiorys
Peter Ellenshaw urodził się w Londynie 24 maja 1913 roku, w latach dwudziestych Walter Percy Day mieszkający po sąsiedzku odkrył jego talent i zatrudnił Petera jako praktykanta, który dzięki temu miał okazję przyjrzeć się jak powstają efekty specjalne w filmach.
Po służbie w czasie II wojny światowej jako pilot Royal Air Force, Peter powrócił do branży filmowej dla Metro-Goldwyn-Mayer przy produkcji Quo Vadis. W 1947 roku jego prace zwróciły uwagę dyrektor artystycznego Walt Disney Studios. Disney planował swój pierwszy film live action, Wyspa skarbów, który będzie produkowany w Wielkiej Brytanii i dyrektor artystyczny zapytał, czy Ellenshaw byłby zainteresowany. Tak zaczęła się profesjonalna współpraca i przyjaźń z Waltem Disneyem.
W 1953 roku, Peter i jego rodzina przeniosła się do Kalifornii gdzie rozpoczął pracę w pełnym wymiarze godzin dla Walt Disney Studios. Przyczynił się do powstania efektów specjalnych filmu Disneya 20 000 mil podmorskiej żeglugi. Niedługo po przyłączeniu się do studia które było na etapie planowania nowego parku rozrywki, przyniósł do pracy kawałek płyty pilśniowej o wymiarach 1,2m na 2,4m wizualizującą koncepcję „Disneylandu” widzianą z lotu ptaka. Obraz był wykorzystywany przez Walta Disneya, aby przedstawić widzom swój nowy projekt, a jednocześnie za pomocą obrazu, przyciągnąć sponsorów.
W 1960 roku, Ellenshaw pracował przy filmie Spartakus Stanleya Kubricka, przy jednoczesnym kontynuowaniu pracy w pełnym wymiarze godzin dla wytwórni Disneya.
W 1970 roku wraz z żoną Bobbie, odwiedził Pierścień Kerry w Irlandii, gdzie stworzyła obrazy skalistego wybrzeża Irlandii i pięknych krajobrazów. Jego prace były prezentowane na specjalnej wystawie w ambasadzie amerykańskiej w Dublinie. Dziś wiele z jego dzieł można oglądać w zbiorach w całej Irlandii między innymi w Adare Manor, Dromoland Castle, Waterville House i Ashford Castle.
W 1993 roku Peter Ellenshaw został uhonorowany Disney Legends w Walt Disney Studios, uroczystości przewodniczył dyrektor generalny Michael D. Eisner i Roy E. Disney.
Zmarł 12 lutego 2007 roku w swoim domu w Santa Barbara.

## Filmografia
- 1934: Szkarłatny kwiat (niewymieniony w czołówce)
- 1935: Upiór na sprzedaż (niewymieniony w czołówce)
- 1936: Rzeczy, które nadejdą (niewymieniony w czołówce)
- 1936: Rembrandt (niewymieniony w czołówce)
- 1936: Człowiek, który czynił cuda (niewymieniony w czołówce)
- 1937: Wyspa w płomieniach (niewymieniony w czołówce)
- 1937: Kala Nag (niewymieniony w czołówce)
- 1937: Burza w szklance wody (niewymieniony w czołówce)
- 1937: Królowa Wiktoria (niewymieniony w czołówce)
- 1938: Indie mówią (niewymieniony w czołówce)
- 1938: Władczyni (niewymieniony w czołówce)
- 1939: Cztery pióra (niewymieniony w czołówce)
- 1940: Złodziej z Bagdadu (niewymieniony w czołówce)
- 1941: Major Barbara (niewymieniony w czołówce)
- 1946: Sprawa życia i śmierci (niewymieniony w czołówce)
- 1947: Czarny narcyz (niewymieniony w czołówce)
- 1948: Idol of Paris (niewymieniony w czołówce)
- 1948: Czerwone pantofelki
- 1950: Wyspa skarbów
- 1951: Quo Vadis (niewymieniony w czołówce)
- 1951: Kapitan Hornblower (niewymieniony w czołówce)
- 1952: Opowieść o Robin Hoodzie i jego wesołych kompanach
- 1953: Rob Roy: The Highland Rogue
- 1953: Miecz i róża
- 1954: 20 000 mil podmorskiej żeglugi
- 1955: Davy Crockett, król pogranicza
- 1956: Wozy jadą na Zachód
- 1956: Polowanie na lokomotywę
- 1956: Davy Crockett and the River Pirates
- 1957: Johnny Tremain
- 1957: Perri
- 1957: Żółte psisko
- 1958: Tonka
- 1958: Znak Zorro
- 1958: The Light in the Forest
- 1959: Third Man on the Mountain
- 1959: Darby O’Gill and the Little People
- 1960: Cyrk jedzie
- 1960: Pollyanna
- 1960: Porwany za młodu
- 1960: Spartakus
- 1960: Szwajcarska rodzina Robinsonów
- 1961: Latający profesor
- 1962: Dzieci kapitana Granta
- 1963: Summer Magic
- 1963: Flubber – Mikstura profesora (niewymieniony w czołówce)
- 1964: Mary Poppins
- 1966: The Fighting Prince of Donegal
- 1966: Robin Crusoe na rajskiej wyspie
- 1967: The Adventures of Bullwhip Griffin
- 1967: Monkeys, Go Home!
- 1967: The Gnome-Mobile
- 1967: The Happiest Millionaire
- 1968: Duch Blackbearda
- 1968: Kochany Chrabąszcz
- 1974: The Island at the Top of the World
- 1979: Czarna dziura
- 1987: Superman IV
- 1990: Dick Tracy (niewymieniony w czołówce)
- 1955–1964: Disneyland – pracował przy 22 odcinkach
- 1957–1960: Zorro – pracował przy 29 odcinkach

## Nagrody
W 1965 otrzymał Oscara za najlepsze efekty specjalne za film Mary Poppins (1964) (otrzymali go również Hamilton Luske i Eustace Lycett).
- 1972: nominacja do Oscara za najlepszą scenografię za film Gałki od łóżka i kije od miotły (1971) (nominację za ten film otrzymali również John B. Mansbridge, Emile Kuri, Hal Gausman)
- 1975: nominacja do Oscara za najlepszą scenografię za film The Island at the Top of the World (1974) (nominację za ten film otrzymali również John B. Mansbridge, Walter H. Tyler, Al Roelofs, Hal Gausman)
- 1980: nominacja do Oscara oraz nominację do Saturana za najlepsze efekty specjalne za film Czarna dziura (1979) (nominację za ten film otrzymali również Art Cruickshank, Eustace Lycett, Danny Lee, Harrison Ellenshaw, Joe Hale)